# Florence (Dakota del Sud)
Florence és una població dels Estats Units a l'estat de Dakota del Sud. Segons el cens del 2000 tenia 299 habitants.

## Demografia
Segons el cens del 2000, Florence tenia 299 habitants, 108 habitatges, i 80 famílies. La densitat de població era de 174,9 habitants per km².
Dels 108 habitatges en un 42,6% hi vivien nens de menys de 18 anys, en un 62% hi vivien parelles casades, en un 6,5% dones solteres, i en un 25,9% no eren unitats familiars. En el 22,2% dels habitatges hi vivien persones soles el 10,2% de les quals corresponia a persones de 65 anys o més que vivien soles. El nombre mitjà de persones vivint en cada habitatge era de 2,77 i el nombre mitjà de persones que vivien en cada família era de 3,29.
Per edats la població es repartia de la següent manera: un 34,8% tenia menys de 18 anys, un 6% entre 18 i 24, un 29,4% entre 25 i 44, un 19,1% de 45 a 60 i un 10,7% 65 anys o més.
L'edat mediana era de 32 anys. Per cada 100 dones de 18 o més anys hi havia 93,1 homes.
La renda mediana per habitatge era de 39.375 $ i la renda mediana per família de 38.750 $. Els homes tenien una renda mediana de 30.972 $ mentre que les dones 16.563 $. La renda per capita de la població era de 15.003 $. Entorn del 2,4% de les famílies i el 5,8% de la població estaven per davall del llindar de pobresa.

## Poblacions més properes
El següent diagrama mostra les poblacions més properes.